# Jungshoved Sogn
Jungshoved Sogn er et sogn i Stege-Vordingborg Provsti (Roskilde Stift).
I 1800-tallet var Jungshoved Sogn et selvstændigt pastorat. Det hørte til Bårse Herred i Præstø Amt. Jungshoved sognekommune blev ved kommunalreformen i 1970 indlemmet i Præstø Kommune, der ved strukturreformen i 2007 indgik i Vordingborg Kommune.
I Jungshoved Sogn ligger Jungshoved Kirke.
I sognet findes følgende autoriserede stednavne:
- Ambæk (bebyggelse, ejerlav)
- Brydsmose (bebyggelse)
- Bøged (bebyggelse)
- Bønsvig (bebyggelse, ejerlav)
- Degneholm (areal)
- Fuglsang (bebyggelse)
- Jungshoved (ejerlav, landbrugsejendom)
- Jungshoved By (bebyggelse)
- Jungshoved Hovmark (bebyggelse)
- Maderne (areal)
- Roneklint (bebyggelse, ejerlav)
- Roneklint Skov (bebyggelse)
- Roneklint Strand (bebyggelse)
- Stavreby (bebyggelse, ejerlav)
- Stenstrup (bebyggelse, ejerlav)
- Stenstrup Skovvænge (bebyggelse)
- Togeholt (bebyggelse)
- Øen Smidstrup (bebyggelse, ejerlav)